# Oloirien (Arusha DC)
Oloirien oder Olorien oder Oloirieni ist ein Verwaltungsbezirk (Ward) des Distrikts Arusha DC in der tansanischen Region Arusha.

## Geografie
Oloirien liegt im Norden von Tansania, nordwestlich der Regionsstadt Arusha. Der Bezirk grenzt im Norden an Olmotonyi, Kimnyak und Tarakwa, im Osten an Kiranyi und Elerai, im Süden Olasiti, im Südwesten an Olmoti und im Nordwesten an Oltrumet.
Oloirien hat eine Fläche von 22,4 Quadratkilometern. Bei der Volkszählung 2022 lebten hier 29.477 Menschen in 8690 Haushalten.

## Gliederung
Der Bezirk besteht aus drei Orten (Kitongoji):
- Olorien
- Olosiva
- Mringa

## Wirtschaft und Infrastruktur
- Gesundheit: Im Bezirk befindet sich ein Gesundheitszentrum mit einem zahnärztlichen Notdienst.[7]